# Banchō Seisaku Kenkyūjo
Das Banchō Seisaku Kenkyūjo (jap. 番町政策研究所 dt. „Banchō-Politikforschungsinstitut“, abgekürzt 番町研, Banchō-Ken) war eine Faktion innerhalb der japanischen Liberaldemokratischen Partei (LDP). Unter mehreren Umbenennungen bestand sie von 1956, kurz nach der Parteigründung, bis 2017, als sie in der Asō-Faktion (Shikōkai) aufging.
Zuletzt stand die Faktion ab 2015 unter dem Vorsitz von Akiko Santō, weshalb sie meist als Santō-Faktion (山東派, Santō-ha) bezeichnet wurde. Santō war die erste Frau an der Spitze einer LDP-Faktion. Frühere Bezeichnungen waren Miki-Matsumura-Faktion, dann Miki-, Kōmoto-, Kōmura- und zuletzt Ōshima-Faktion.
Das Banchō Seisaku Kenkyūjo entwickelte sich aus der Faktion von Miki Takeo, dem Seisaku Kondankai (政策懇談会, dt. „Politik-Gesprächsrat“), das danach von 1980 bis 1995 unter dem Vorsitz von Kōmoto Toshio Shin Seisaku Kenkyūkai (新政策研究会, dt. „Forschungsrat für neue Politik“) hieß. Die Faktion vereinigte anfangs ehemalige Mitglieder zweier zentristischer Parteien der Nachkriegszeit, der Kokumin-kyōdō-tō („Volks-Kooperations-Partei“) und der Kaishintō („Fortschrittspartei“), und gehört damit zur sogenannten „konservativen Nebenströmung“ (hoshu bōryū; Politiker um Hatoyama Ichirō vor allem aus der Demokratischen Partei Japans; im Gegensatz zur „konservativen Hauptströmung“, hoshu honryū, um Yoshida Shigeru) der LDP.